# Три чашки чаю (книга)

Три чашки чаю: Місія однієї людини пропагувати мир ... Одна школа за часом (оригінальна назва твору: Три чашки чаю: Місія однієї людини у боротьбі з тероризмом та побудові націй ... Одна школа за часом) є спірним книга Грега Мортенсона та Девіда Олівера Реліна, опублікована Penguin у 2007 році. Протягом чотирьох років книга залишалась у списку бестселерів "нонфікш" журналу New York Times. 
У трьох чашках чаю описаний перехід Мортенсона від локального медпрацівника та альпініста до вступу до гуманітарної групи, яка прагне зменшити бідність та покращити освіту для дівчат у Пакистані та Афганістані. Після початку своїх гуманітарних зусиль герой був співзасновником неприбуткової групи Центрального Азійського інституту (CAI), яка станом на 2010 рік повідомила про нагляд за будівництвом понад 171 школи.  CAI повідомив, що ці школи забезпечують освіту понад 64 000 дітей, у тому числі 54 000 дівчаток.  (де раніше було мало можливостей для освіти у віддалених регіонах Пакистану та Афганістану). 
Заголовок книги був натхненний висловом Хаджі Алі, який поділився з Мортенсоном: "Перший раз, коли ви берете чай з балті, ви незнайомець. Другий раз, коли ви приймаєте чай, ви - почесний гість. Третій раз ділите чашку. чаю, ти стаєш сім'єю ... "
У квітні 2011 р. Критика та виклики книги та Мортенсона сплинули. Автор Джон Кракауер стверджував, що ряд претензій Мортенсона в книзі є вигаданими, і звинуватив його у неправильному управлінні коштами CAI. 
У 2012 році Мортенсон погодився повернути 1 мільйон доларів CAI після розслідування генпрокурора штату Монтана. Розслідування визначило, що він витратив на помилки понад 6 мільйонів доларів США, хоча злочину не було виявлено.

## Опис
У 1993 році альпініст Грег Мортенсон спробував піднятися на К2 - другу за висотою в світі гору, розташовану в хребті Каракорам Гілгіт-Балтістан, як спосіб вшанувати пам'ять своєї покійної сестри Крісти. В якості пам’яті він планував закласти її бурштинове намисто на вершину К2.  Після більш ніж 70 днів підйому на гору, Мортенсон та троє інших альпіністів припинили сходження було через необхідністю завершити 75-годинне порятунок п'ятого альпініста. Загубившись під час свого спуску, самотній, членг групи став слабким і виснаженим. Замість того, щоб приїхати в Асколе, де його чекали носильники, він натрапив на Корфе, невелике село, побудоване на річці, що витікає з каньйону. Його зустрів і прийняв головний староста Корфе, Хаджі Алі. 
Мортенсон незабаром дізнався, що в селі немає школи. Щоб відплатити віддаленій громаді за гостинність, Мортенсон переказав у книзі, що обіцяв побудувати школу для села. Після труднощів із залученням капіталу Мортенсон був представлений Жаном Херні, піонером Кремнієвої долини, який пожертвував гроші, необхідні Мортенсону для його школи. В останні місяці свого життя Херні був співзасновником Інституту Центральної Азії, закликав організацію будувати школи в сільському Пакистані та Афганістані. 
Згідно з книгою, Мортенсон зіткнувся з багатьма грізними викликами у своїх пошуках зібрати кошти на будівництво понад 55 шкіл на території талібів. Деякі з цих викликів включали погрози смертю від ісламських мул, тривалі періоди розлуки з його родиною та викрадення прихильнтками талібів.